# Василий II Каматир
Василий II Каматир (на гръцки: Βασίλειος Β΄ Καματηρός) e патриарх на Константинопол между август 1183 г. и февруари 1186 г.

## Биография
Василий е член на аристократичната константинополска фамилия на Каматирите, която излъчва изтъкнати държавни дейци през XII век. Самият Василий заема дипломатическа служба при император Мануил I Комнин, но е заточен след една неуспешна мисия до Италия. Реабилитиран е след възцаряването на император Андроник I Комнин, който също е бил заточен от Мануил I.
Андроник I Комнин има сериозни търкания с патриарх Теодосий I Ворадиот, който се противопоставя на новия император по редица въпроси: срещу планирания брак между Ирина, незаконната дъщеря на Андроник, и Алексий, незаконен син на император Мануил I, поради близкото родство между годениците, както и по въпроса за изгонването на императрица Мария Антиохийска от Великия дворец. Поради това Теодосий I е принуден да абдикира и е заменен с Василий Каматир.
Василий II веднага изпълнява желанията на императора – патриархът разчиства пътя за брака между близките братовчеди и дори опрощава убийците на малолетния Алексий II Комнин. След детронирането на Андроник I Комнин през 1185 г. Василий II не успява да се спогоди с новия император Исак II Ангел, въпреки че лично ръководи неговата коронация. Така на свой ред Василий II е низвергнат и осъден от църковен синод заради издаденото от него разрешение за брака на Ирина и Алексий. Няма други сведения за живота на Васаилий Каматир след тези събития.